# Алан Гобкерк
Алан Гобкерк (англ. Alan Hobkirk, 11 липня 1952) — канадський хокеїст на траві.
Учасник Олімпійських Ігор 1976 року.